# IFK Umeå
IFK Umeå är en sportklubb i Umeå i Sverige. Klubben har varit framgångsrik i framförallt fotboll, friidrott, ishockey och längdskidåkning.
Initiativet till klubbens bildande togs den 23 februari 1897, men dog snabbt ut efter cirka ett halvår, och i stället bildades föreningen den 6 november 1901. Klubben köpte 1922 Villa Solliden nära Hamrinsberget för att ha som klubblokal och festplats. Villan brann ner 1927, men festplatsen blev kvar och byggdes ut och gav föreningen god inkomst tills lokalen 1970 övertogs av Umeå stad. IFK Umeå fick istället mark på Hyggesvägen på Sandbacka, där klubben byggde en ny klubblokal.
IFK Umeå har 2009 cirka 1800 medlemmar och bedriver idrottsverksamhet i nio sektioner: Numera har klubben verksamhet inom tyngdlyftning, längdskidor, orientering, friidrott, fotboll, boxning, bowling, bandy och badminton. Klubben äger och förvaltar två hyresfastigheter och sina egna klubblokaler. Vidare äger och driver föreningen Badmintonstadion AB, hyr och bedriver verksamhet i ”Ringside” (en speciellt inredd lokal för boxning och boxercise). Genom avtal med Umeå kommun har föreningen övertagit skötseln av Vildmannavallen med omgivande terräng i Regementsområdet. Vildmannavallen utgör klubbens hemmaarena och året-runt-aktiviteter inom de flesta sektioner bedrivs där.

## Badminton
Klubben har ett A-herrlag och ett lag i Elitserien. IFK Umeå har deltagit i högsta serien under sjutton säsonger, varav 15 sammanhängande.
Badmintonsektionen bildades 1964. 1991 byggdes en hall för badmintonlaget.

### Serieframgångar
Elitserien 1977–78 och 1985–86, 1994– fortfarande (se tabell 1997/98)–2000/2001, fyra raka SM-brons säsongerna 2001/2002–2003/2004, tre raka SM-silver, 2004/2005 SM-brons, 2006/2007–2008/2009 SM-brons

### Tränare i klubben
1990–1994 Wang (Kina), 1994–2002 P-G Fahlström, 1995–1999 Bengt Braun (Göteborg), 2000–2006 Yusuf Jauhari (Indonesien), 2006–2007 Emil Staack (Danmark), 2008–2009 Yusuf Jauhari (Indonesien), 2009–2010 Simon Knutsson/Rasmus Wengberg
Den 2 oktober 1964 bildades badmintonsektionen inom IFK Umeå. Åtta personer var närvarande på mötet vid bildandet och av dessa valdes en interimsstyrelse. Villkor hade framförts från huvudföreningen att denna sektion inte skulle belasta huvudkassan och samtliga närvarande satsade vardera 5 kr som startkapital.
Föreningen startades ursprungligen mest för att tillgodose några medlemmars intresse för badmintonsporten. Snart därpå formulerades en rent idrottslig målsättning. Anordnandet av Distriktsmästerskapen i Västerbotten och Norrlandsmästerskap var ytterligare en stimulans för den som ville utöva sporten som idrott, vilket även seriespel bidrog till.
Den första riktiga träningshallen var Grubbehallen, som även nyttjades till tävlingar. Vid denna tidpunkt var badmintonspelare från Skellefteå framgångsrikare men Umeå tog under ett par år totalt över tätpositionen i länet, mycket tack vare föreningens organiserade ungdoms- och utvecklingsstrategi.
I OS-truppen till Sydney år 2000 hade IFK Umeå tre spelare, Rasmus Wengberg, Fredrik Bergström och Jenny Karlsson.

## Bandy
Bandyn fanns med på programmet då IFK Umeå bildades 1901 (1897?). 4 DM-tecken 1931–1935 och 4 DM-silver 1930, 1936, 1937 och 1941 har klubben vunnit. År 1966 begärde IFK Umeå utträde ur Svenska Bandyförbundet.
År 2009 röstades bandyn in som ny sektion i IFK Umeå, när Umeå bandysällskap gick in med sin verksamhet. A-laget spelar i Division 1 Norra och man har ett utvecklingslag i Division 2 Norra Norrland, i samarbete med Umedalens IF.
Sedan 2011 bedriver klubben damverksamhet på seniornivå genom ett samarbete med Haparanda Tornio BF.

## Bowling
IFK Umeås bowlingsektion bildades den 7 augusti 1964.

### Bowlingfakta
- 1980 Damerna gick till SM-final för 8-mannlag och slutade på 5:e och sista plats.
- 1982 Eva Häggqvist gick till JSM-final där hon slutade på 7:e plats. Häggqvist gick även till riksfinal i 70-iaden, där hon slutade på 8:e plats. Margit Öhman gick till riksfinal i Coca-Cola Cup och slutade på 7:e plats.
- 1984 Eva Häggqvist ingick i det 5-mannalag som tog guld i Junior-EM. Det blev även en silvermedalj i 2-mannalag och en fjärdeplats individuellt. Eva Granström gick till riksfinal i

70-iaden, där hon slutade på 13:e plats. Damerna gick till SM-final för 5-mannalag. Laget, som bestod av Solveig Engdelius, Maud Granström, Ulrika Holmberg, Eva Häggqvist och Margit Öhman, slutade på 5:e plats.
- 1985 Malin Gustafsson, Eva Granström och Eva Häggqvist tog SM-guld i 3-mannalag och slog även svenskt rekord.
- 1986 Malin Gustafsson och Eva Granström ingick i det 5-mannalag från Umeå som vann riksfinalen i U-allsvenskan. Eva Granström hade också det bästa snittet av alla spelare. Roger Carlsson blev trea i Sverigefinalen av Bowliaden.
- 1987 Eva Granström vann guld i 3-manna och brons i 2-manna vid Junior-NM. Eva Granström blev tvåa i riksfinalen av Bowliaden.
- 1989 Eva Granström blev fyra i dam-SM.
- 1990 IFK Umeå gick till slutspel i Stafetten men lyckades inte nå någon högre placering.
- 1991 Roger Öberg, 12 år gammal, vann Knatteklassen i Stureby Ungdoms Tournament och tog i All Events-finalen totalsegern över motståndare från junior- och U23-landslagen.
- 1992 Herrarna gick upp i Elitserien.
- 1993 Erika Linder blev sjua i riksfinalen av Golden Cup och tvåa i Mix.
- 2000 Erika Fagerqvist blev fyra i JSM. Damerna vann Norrlandsfinalen och gick till SM-slutspel för 8-mannalag. Laget gjorde en bra insats med klubbrekord men det räckte ändå bara till en fjärde plats. Damerna kvalificerade sig för 3-manna-SM. Eva Häggkvist tog SM-guld i mixed.
- 2001 Damerna gick återigen till final både i 8-manna och 3-manna men lyckades inte placera sig. Eva Häggqvist, Erika Lidén, Veronica Ohlsson och Pia Keyser tog silver i Dam- SM för 4-mannalag. Eva Häggqvist och Erika Lidén tog brons i Dam-SM för 2-mannalag. Astrid Waller tog brons i Old Girls SM. Eva Häggqvist blev fyra individuellt i Dam-SM.

## Boxning
Intresset för boxning växte starkt i Umeå under 1990-talet och träningslokalen i Umeå sporthall visade sig vara för liten för att ge IFK:s boxare goda träningsmöjligheter. Den 19 november 1996 blev ”Ringside” i hyrda lokaler i Skandiahuset nere på strandleden färdig.
2013 var det dags för ännu en flytt på grund uppsägning. Nya lokalen invigdes januari 2014 på Sandbackavägen. 

### Svenska mästare
- 1960 60 kg Karl-Erik Norfall
- 1964 57 kg Kenneth Israelsson
- 1965 57 kg Kenneth Israelsson
- 1966 57 kg Kenneth Israelsson
- 1968 57 kg Kenneth Israelsson
- 1970 60 kg Kenneth Israelsson
- 1994 +91 kg Gonzalo Amunarriz
- 1998 67 kg Mikael Nygren
- 1998 60 kg Erika Långström
- 1999 57 kg Thomas Ljungberg
- 2001 63,5 kg Erika Långström
- 2002 66 kg Lina Nordlund
- 2003 66 kg Lina Nordlund
- 2004 63 kg Lina Nordlund
- 2004 66 kg Anna Ingman
- 2005 66 kg Anna Ingman
- 2019 51 kg Tove Lundberg
- 2020 51 kg Tove Lundberg
- 2021 50 kg Tove Lundberg
- 2022 50 kg Tove Lundberg
- 2022 86 kg Max Englund
- 2023 86 kg Max Englund
- 2024 +92 kg Malik Nalaev

## Fotboll
I fotboll har klubben spelat flera säsonger i Sveriges tredje högsta division .

## Friidrott
Klubben har även haft flera framgångar i friidrott.

### Svenska mästare
- 1957 
  - 800 m – Barbro Dahlbäck
- 1963
  - 1 500 m – Karl-Uno Olofsson
  - 3 000 m hinder – Bengt Persson
- 1964
  - 1 500 m – Karl-Uno Olofsson
  - 3 000 m hinder – Bengt Persson
  - Terräng-SM 12 000 m – Bengt Persson
- 1965
  - 800 m – Karl-Uno Olofsson
  - 1 500 m – Karl-Uno Olofsson
  - 3 000 m hinder – Bengt Persson
  - 5 000 m – Bengt Persson
  - 10 000 m – Bengt Persson
  - Terräng-SM 12 000 m – Bengt Persson
  - 4×1500m – (Stig Hjertstedt, Harry Westman, Bengt Persson, Karl-Uno Olofsson)
- 1966
  - Terräng-SM 12 000 m – Bengt Persson
  - 4×1500m - (Fredrik Westman, Harry Westman, Karl-Uno Olofsson, Bengt Persson)
  - Terräng-SM 2 000m – Siv Larsson
- 1967
  - 3 000 m hinder – Bengt Persson
  - 4×1500m - (Fredrik Westman, Harry Westman, Karl-Uno Olofsson, Bengt Persson)
- 1968
  - 3 000 m hinder – Bengt Persson
- 1969
  - 3 000 m hinder – Bengt Persson
  - Diskus – Lena Ekblad
  - Terräng-SM 4 000 m – Siv Larsson
  - Lag-SM Terräng (Siv Larsson, Britt-Marie Wincent, Anette Fager)
- 1970 
  - Marathon – Siv Larsson
- 1992 
  - Höjdhopp – Maria Gruffman-Rönnlund
- 2009
  - Spjut – Daniel Ragnvaldsson
- 2010
  - Spjut – Daniel Ragnvaldsson
- 2012
  - 1 500m – Viktoria Tegenfeldt
- 2014
  - 100 m – O'Dain Rose
  - 1 500 m – Viktoria Tegenfeldt

### Svenska friidrottsförbundets hederstecken
Så kallade Stora grabbar blev Bengt Persson och Karl-Uno Olofsson 1964, och de följdes 2018 av Odain Rose.
- Lista över stora grabbar och tjejer i friidrott

## Ishockey
I ishockey spelade klubben flera gånger under 1960-talet i Sveriges högsta serie. Ishockeysektionen slogs den 15 maj 1970 samman med ishockeysektionen i Sandåkerns SK till IFK/SSK, Umeå (sedermera IF Björklöven).

## Längdskidåkning
Flera längdskidåkare har vunnit såväl SM-guld som Vasaloppet då de tävlat för IFK Umeå. Klubben har även vunnit SM-guld i herrarnas längdskidstafett.

### Olympiska vinterspel
- 1936
  - Arthur Häggblad - stafett 4 x 10 km, brons
- 1948
  - Martin Lundström – 18 km, guld; stafett 4 x 10 km, guld
  - Harald Eriksson – 50 km, silver
- 1952
  - Martin Lundström – stafett 4 x 10 km, brons
- 1964
  - Assar Rönnlund – stafett 4 x 10 km, guld; 50 km, silver
- 1968
  - Assar Rönnlund – stafett 4 x 10 km, silver
- 2002
  - Per Elofsson – skiathlon, brons

### Världsmästerskap
- 1927
  - John Lindgren – 18 km, guld; 50 km, guld
- 1934
  - Arthur Häggblad – stafett 4 x 10 km, brons
- 1950
  - Martin Lundström – stafett 4 x 10 km, brons
- 1962
  - Assar Rönnlund – 15 km, guld; stafett 4 x 10 km, guld; 50 km,silver
- 2001
  - Per Elofsson – 15 km, guld; skiathlon, guld; stafett 4 x 10 km, silver
- 2003
  - Per Elofsson – skiathlon, guld; stafett 4 x 10 km, brons
  - Jörgen Brink – skiathlon, brons; stafett 4 x 10 km, brons; 50 km, brons

### Världscupen

#### Totalcupen
- 2001 – Per Elofsson, 1:a
- 2002 – Per Elofsson, 1:a
- 2003 – Jörgen Brink, 3:a

#### Deltävlingar
- Per Elofsson – 11 segrar
- Jörgen Brink – 1 seger

### Svenska mästare
- 15 km
  - 1935: Arthur Häggblad,  samt lagmästare
  - 1948: Martin Lundström, samt lagmästare
  - 1952: Martin Lundström
  - 1965: Assar Rönnlund, samt lagmästare
  - 1967: Assar Rönnlund
  - 1999: Per Elofsson, samt lagmästare
- 30 km
  - 1916: Harald Johansson
  - 1923: John Lindgren, samt lagmästare
  - 1944: Lagmästare
  - 1945: Harald Eriksson, samt lagmästare
  - 1948: Martin Lundström, samt lagmästare
  - 1959: Assar Rönnlund
  - 1963: Assar Rönnlund (delat med Ragnar Persson, Föllinge)
  - 1964: Assar Rönnlund
  - 1965: Assar Rönnlund, samt lagmästare
  - 1967: Assar Rönnlund
- 50 km
  - 1914: Arvid Dahlberg
  - 1915: Arvid Dahlberg
  - 1918: Henning Isaksson
  - 1919: Henning Isaksson
  - 1920: Henning Isaksson
  - 1925: Lagmästare
  - 1937: Arthur Häggblad
  - 1941: Lagmästare
  - 1946: Gunnar Karlsson
  - 1947: Harald Eriksson
  - 1952: Lagmästare
  - 1954: Gunnar Karlsson, samt lagmästare
  - 1962: Assar Rönnlund
  - 1963: Assar Rönnlund
  - 1965: Lagmästare
  - 1966: Assar Rönnlund, samt lagmästare
  - 1967: Assar Rönnlund, samt lagmästare
  - 1968: Lagmästare
  - 1969: Assar Rönnlund
  - 1976: Lagmästare
  - 2000: Per Elofsson
- Jaktstart
  - 2000: Jörgen Brink, samt lagmästare
  - 2001: Per Elofsson, samt lagmästare
  - 2002: Per Elofsson
- Stafett 3 x 10 km – 1935, 1944, 1945, 1946, 1947, 1948, 1962, 2001, 2002

### Vasaloppet
- 1924 – John Lindgren
- 1933 – Arthur Häggblad
- 1935 – Arthur Häggblad
- 1937 – Arthur Häggblad
- 1940 – Arthur Häggblad
- 1944 – Gösta Andersson
- 1967 – Assar Rönnlund

### Skidåkarnas hederstecken – Stora grabbar
- 1943 – Arthur Häggblad
- 1948
  - Harald Eriksson
  - Martin Lundström
- 1962 – Assar Rönnlund
- 2001 – Per Elofsson